# Kris Meeke
Kris Meeke (ur. 2 lipca 1979 w Dungannon) – brytyjski kierowca rajdowy. W sezonie 2019 reprezentujący zespół TOYOTA GAZOO Racing WRT, a wcześniej m.in. Citroën Total Abu Dhabi WRT i Mini WRC Team. W 2009 roku wygrał serię Intercontinental Rally Challenge. Mieszka w Andorze.

## Kariera
Występy Peugeotem 106 GTI przyciągnęły uwagę brytyjskiej legendy i Rajdowego Mistrza Świata z 1995 roku Colina McRae, który postanowił wspomóc rozwój kariery młodego Irlandczyka. Zorganizował powstanie zespołu „McRae Motorsport”, wystawiając Krisa w grupie Super 1600 prowadzącego Forda Pumę w brytyjskich mistrzostwach. Świetne wyniki sprawiły, że Meeke zdobył w 2002 tytuł Brytyjskiego Rajdowego Mistrza w klasyfikacji juniorów, a w ogólnej klasyfikacji grupy Super 1600 zajął trzecie miejsce. W tym samym roku zaliczył swój pierwszy start w Rajdowych Mistrzostwach Świata. Pilotowany przez Glenna Pattersona i jadący Fordem Pumą S1600 nie ukończył wówczas Rajdu Wielkiej Brytanii. W 2003 roku rozpoczął pełny cykl startów Oplem Corsą S1600 w serii Junior WRC. Swoje jedyne punkty w JWRC w tamtym sezonie zdobył dzięki zajęciu 2. miejsca w klasie w Rajdzie Wielkiej Brytanii. W 2004 roku był siódmy w Junior WRC, a w 2005 roku startując Citroënem C2 S1600 zajął 3. pozycję w serii. W Rajdzie Monte Carlo odniósł swoje pierwsze zwycięstwo w Junior WRC. W 2006 roku wygrał w JWRC Rajd Niemiec i zakończył sezon na 7. pozycji w Junior WRC. W latach 2007–2008 zaliczył 3 starty w Mistrzostwach Świata, samochodami Subaru Impreza WRC i Renault Clio S1600.
Swój debiut rajdowy Meeke zaliczył w 2000 roku w Pucharze Peugeota startując Peugeotem 106 Rally. W 2009 roku rozpoczął starty Peugeotem 207 S2000 w zawodach Intercontinental Rally Challenge. Dzięki wygranym w Rajdzie Brazylii, Rajdzie Portugalii, Rajdzie Ypres i Rajdzie San Remo zwyciężył w tej serii zawodów. W kolejnym sezonie IRC Meeke nie obronił tytułu wygrywając tylko w Rajdzie Portugalii. Ostatecznie zajął 3. miejsce w klasyfikacji generalnej cyklu.

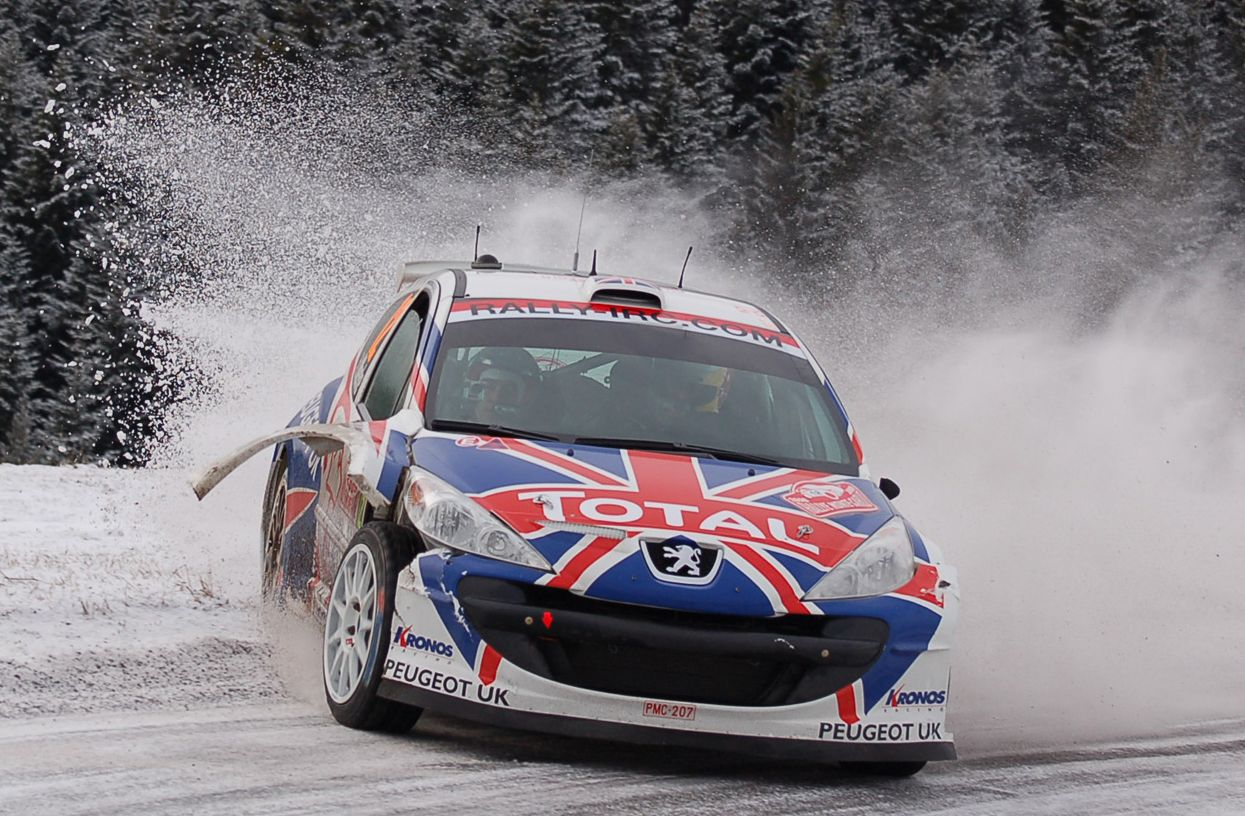
Meek i Nagle podczas Rajdu Monte Carlo w 2009

We wrześniu 2010 roku ogłoszono, że Meeke zostanie fabrycznym kierowcą nowo utworzonego zespołu Mini WRC Team, który w sezonie 2011 Rajdowych Mistrzostw Świata wystąpi w kilku rajdach, planując pełny cykl od kolejnego sezonu. Meeke został także głównym kierowcą testowym i zajmował się rozwojem nowego auta. Jego zespołowym partnerem został w późniejszym czasie Dani Sordo. Debiut w MINI John Cooper Works WRC odbył się podczas Rajdu Włoch, jednak Meeke w wyniku awarii auta nie ukończył rajdu. W trzech kolejnych startach także nie dotarł do mety, ale w kończących sezon rajdach Hiszpanii i Wielkiej Brytanii zajął odpowiednio piąte i czwarte miejsce. W sezonie 2012 ostatecznie nie wystartował z powodu kłopotów budżetowych zespołu Mini WRC Team.
W sezonie 2013 Meeke wystąpił dwukrotnie w zespole Citroëna w rajdach Finlandii i Australii. W obu występach nie dojechał do mety z powodu wypadków. 9 grudnia 2013 Citroën ogłosił, że Kris będzie startował w ich barwach w całym sezonie 2014. W grudniu 2015 roku kontrakt został przedłużony o kolejne 3 lata. W maju 2018 zespół ogłosił wycofanie Meeke'a ze wszystkich pozostałych rajdów sezonu 2018 z powodu zbyt dużej liczby wypadków, w jakich brał udział. Jego miejsca zajął Mads Østberg,
17 października 2018 TOYOTA GAZOO Racing poinformowała, że w sezonie 2019 jej skład zasili Meeke. Podpisano jednoroczne zobowiązania na starty we wszystkich rajdach sezonu.

### Sezon 2015

#### Rajd Polski 2015
72. Rajd Polski Meeke rozpoczął od wypadku w jazdach próbnych przed pierwszym odcinkiem specjalnym. Już kilkadziesiąt metrów po starcie wchodząc w pierwszy, lewy zakręt jego samochód podskoczył na wydrążonych w mieszaninie kamieni i błota koleinach i przewrócił się na bok obracając się kilkukrotnie. Mocno poobijany pojazd został naprawiony przez mechaników i kilka godzin później mógł rozpocząć rajd. Pierwszy odcinek na arenie w Mikołajkach był równie pechowy, gdyż już na starcie Brytyjczykowi zgasł silnik, i mimo że od razu odpalił go ponownie, stracił około czterech sekund i uplasował się dopiero na siedemnastej pozycji. Po siódmym odcinku specjalnym przyznał, że wybór miękkiej mieszanki w oponach na ten dzień był złą decyzją, czego konsekwencją było wypadnięcie z odcinka w pole, z powodu słabej przyczepności. Rajd ukończył na siódmej pozycji.

#### Rajd Finlandii 2015

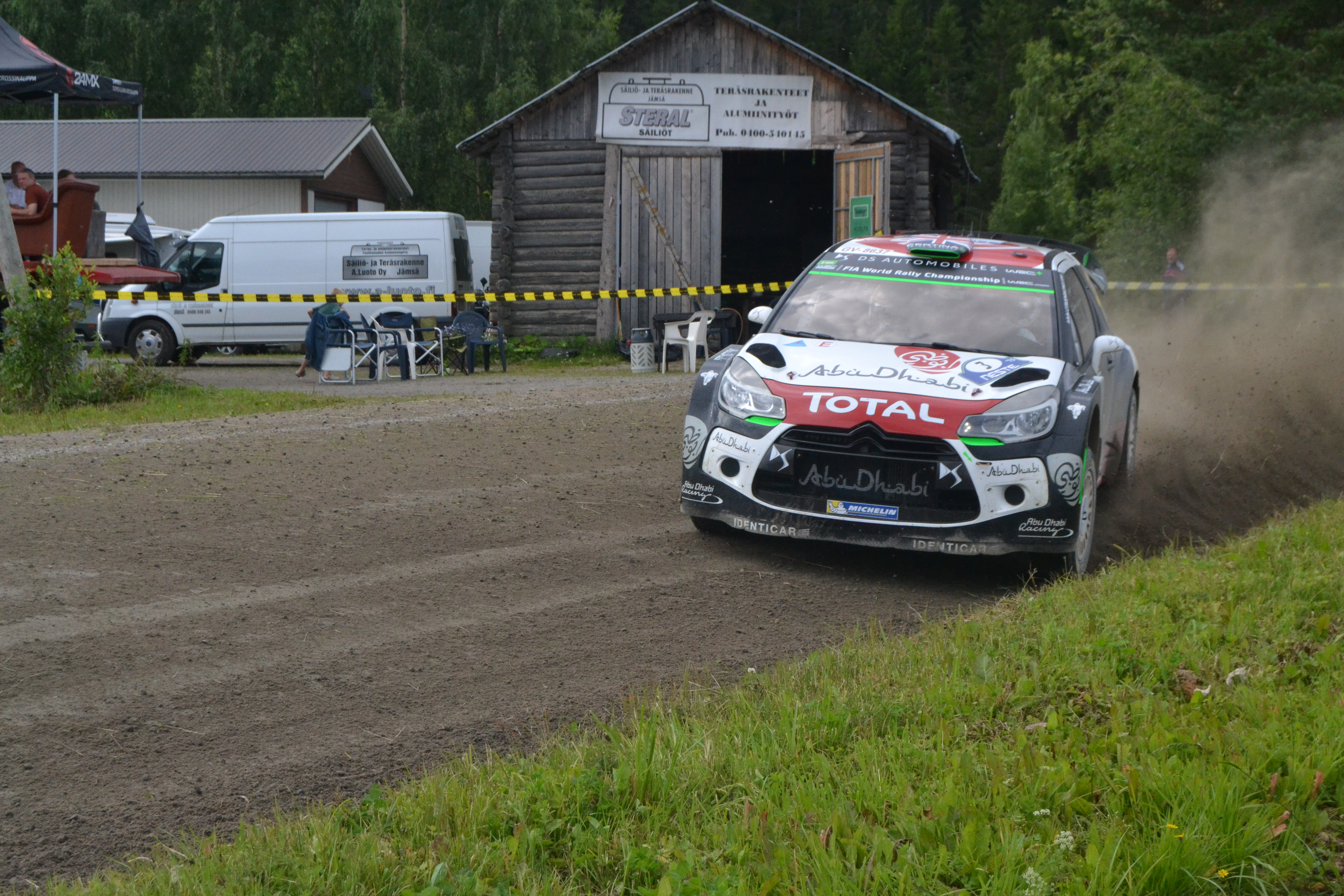
W Citroënie DS3 podczas Rajdu Finlandii w 2015 roku

W 65. Rajdzie Finlandii Meeke utrzymywał trzecią pozycję przez większość rajdu. Nawet otrzymanie dziesięciosekundowej kary za minutowe spóźnienie na start dziewiątego odcinka specjalnego nie poskutkowało spadkiem pozycji. Wielkie rozczarowanie nadeszło wraz z drugim przejazdem 21-kilometrowego odcinka Jukojärvi. Zaledwie po dwóch kilometrach od startu Meeke stracił panowanie na mokrej nawierzchni i uszkodził pojazd. 

Pierwsze kilka zakrętów pokonałem bez problemów. Wtedy na prawym, zacieśniającym się zakręcie przebiegającym przez hopę, samochód zaczął wpadać w poślizg. Wpadłem w błoto zjeżdżając z przetartych przez innych zawodników linii. Akwaplanacja zrobiła swoje i jadąc bardzo, bardzo wolno uderzyłem w drzewo. Było to może 20km/h? Na nieszczęście dostało koło i to był dla nas koniec.

Na ostatnie dwa odcinki rajdu powrócił następnego dnia zajmując dwukrotnie trzecie miejsce, jednak nie miało to większego wpływu na końcową pozycję i rajd zakończył na 17. miejscu.

### Sezon 2016

#### Rajd Monte Carlo 2016
Pierwszy etap w Monte Carlo zakończył na dobrym, drugim miejscu. Dalej szło równie dobrze i do odcinka dwunastego wygrał 4 odcinki specjalne i zajmował drugie miejsce w klasyfikacji ogólnej. Na dwunastym odcinku doszło do – jakby mogło się zdawać – nic nie znaczącego incydentu, który jednak miał decydujący wpływ na dalszy przebieg rajdu. W trakcie etapu Meeke nie zdołał utrzymać się na trasie i zjechał z drogi na zaśnieżone pobocze. Choć już po kilku sekundach wrócił na trasę, to uszkodzeniu uległa skrzynia biegów, która wprawdzie pozwoliła dojechać do mety odcinka, lecz głębsze oględziny uszkodzeń wykazały niemożliwą do naprawy usterkę. Załoga nie wystartowała już w trzynastym odcinku i na tym zakończyła rajd.

#### Rajd Szwecji 2016

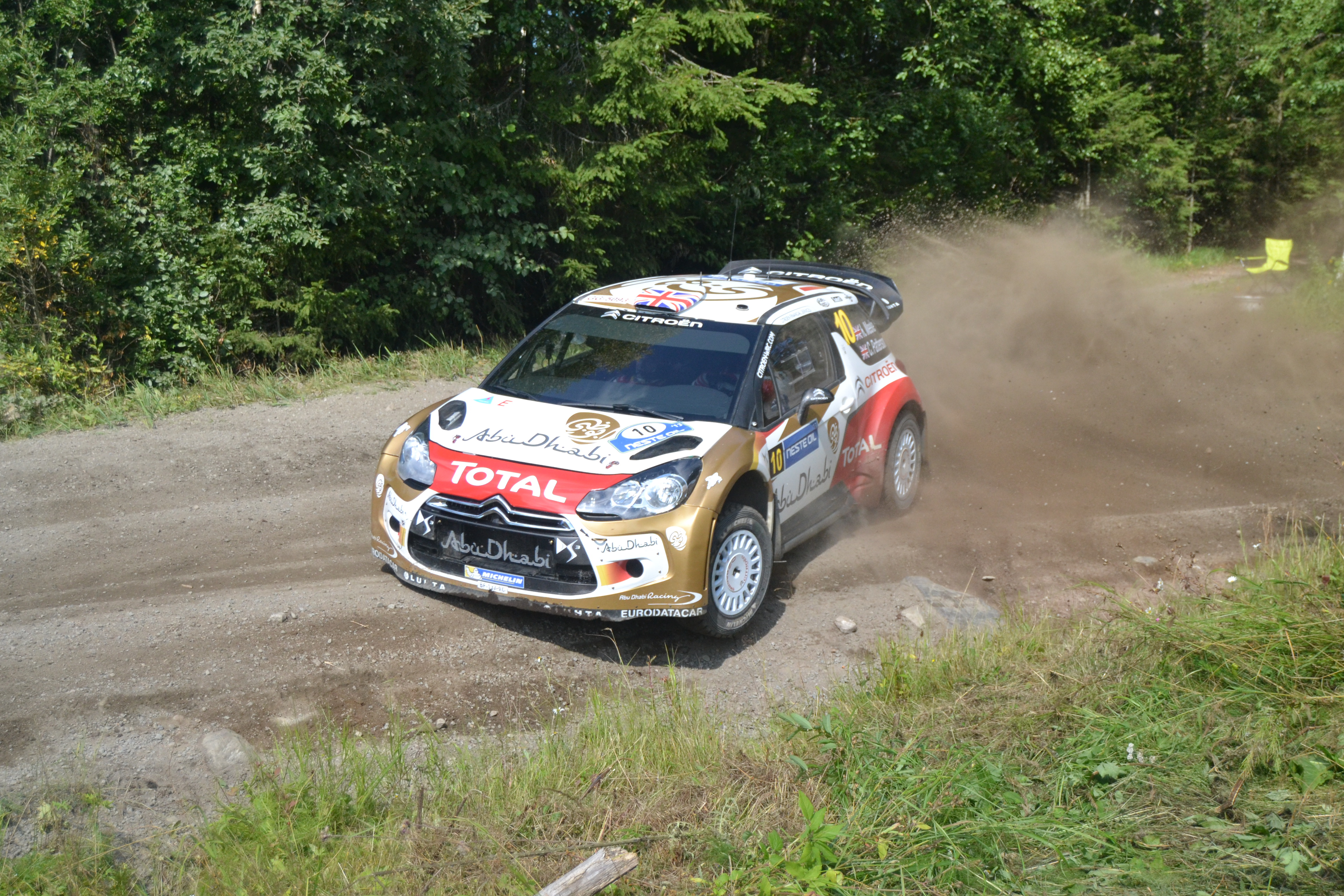
Rajd Finlandii w 2013 roku

Po odwołaniu pierwszego odcinka w Szwecji, rajd właściwie zaczął się dopiero kolejnego dnia. Meeke rozpoczął od drugiego miejsca i pod koniec drugiego dnia miał 21 sekund straty do prowadzącego Sébastiena Ogiera. Podczas ósmego odcinka specjalnego zahaczył o leżący po wewnętrznej stronie zakrętu kamień i uszkodził prawe, przednie koło. Nie zdołał dojechać do mety odcinka i zakończył ten dzień nie startując już w kolejnym, dziesiątych odcinku. Anulowanie ośmiu z dwudziestu jeden odcinków specjalnych z powodu braku śniegu uniemożliwiło mu odrobienie strat i pomimo udanych przejazdów ostatniego dnia rajdu, zajął dopiero dwudzieste trzecie miejsce w klasyfikacji ogólnej.

#### Rajd Korsyki 2016
Po zwycięstwie w Finlandii Meeke miał dwa rajdy przerwy, ponieważ plan Abu Dhabi Total WRT na rok 2016 nie uwzględniał Rajdu Niemiec, a Rajd Chin został odwołany z powodu katastrofy pogodowej, jaka się w tym czasie wydarzyła. Rajd Korsyki rozpoczął dobrze, zajmując kolejno drugie i czwarte miejsce w dwóch pierwszych odcinkach. Na trzecim oesie liczącym blisko 50 kilometrów, po około 20 kilometrach przebił oponę i był zmuszony ją zmienić. Zmiana kosztowała go około 2,5 minuty. Po dokonaniu naprawy poczekał, aż jadący za nim Craig Breen go wyprzedzi i tuż za nim ruszył w kierunku mety, podążając w odległości kilkudziesięciu metrów od niego aż do samego końca odcinka. Stracił 11 pozycji w klasyfikacji ogólnej, jednak już w następnym odcinku był drugi, a kolejny wygrał. Na szóstym odcinku Novella – Pietralba 1 po 400 metrach od startu wszedł zbyt szybko w lewy zakręt, wjechał na pobocze i uderzył w drzewo. Wycofał, próbował jechać dalej, jednak po kilkunastu metrach zatrzymał się permanentnie, gdyż uszkodzone zawieszenie uniemożliwiło dalszą rywalizację tego dnia. Jak później tłumaczył, był to błąd w notatkach, w których ten zakręt powinien być oznaczony mniejszym biegiem. Dwa ostatnie odcinki specjalne w niedzielę wygrał, jednak incydent z poprzedniego pozwolił jedynie na zajęcie 16. miejsca w rajdzie.

### Sezon 2017

#### Rajd Monte Carlo 2017
Początek sezonu w Monte Carlo nie był udany. Już podczas czwartego odcinka specjalnego Brytyjczyk zbyt szybko wszedł w jeden z zakrętów, przez co stracił przyczepność na oblodzonej drodze i zahaczył o niewielki nasyp przy brzegu drogi. Uszkodzeniu uległo zawieszenie, które uniemożliwiło kontynuowanie rajdu tego dnia. Na trasę powrócił następnego dnia, by po kilku odcinkach zakończyć rajd w nietypowy sposób – kolizją na publicznej drodze pomiędzy odcinkami specjalnymi. Na trasie pomiędzy serwisem w Gap, a niedzielną bazą rajdu w Monako, w Citroëna C3 uderzył inny samochód. Uszkodzeniu uległo przednie, prawe koło, a awaria była na tyle poważna, że załoga musiała wycofać się z rajdu.

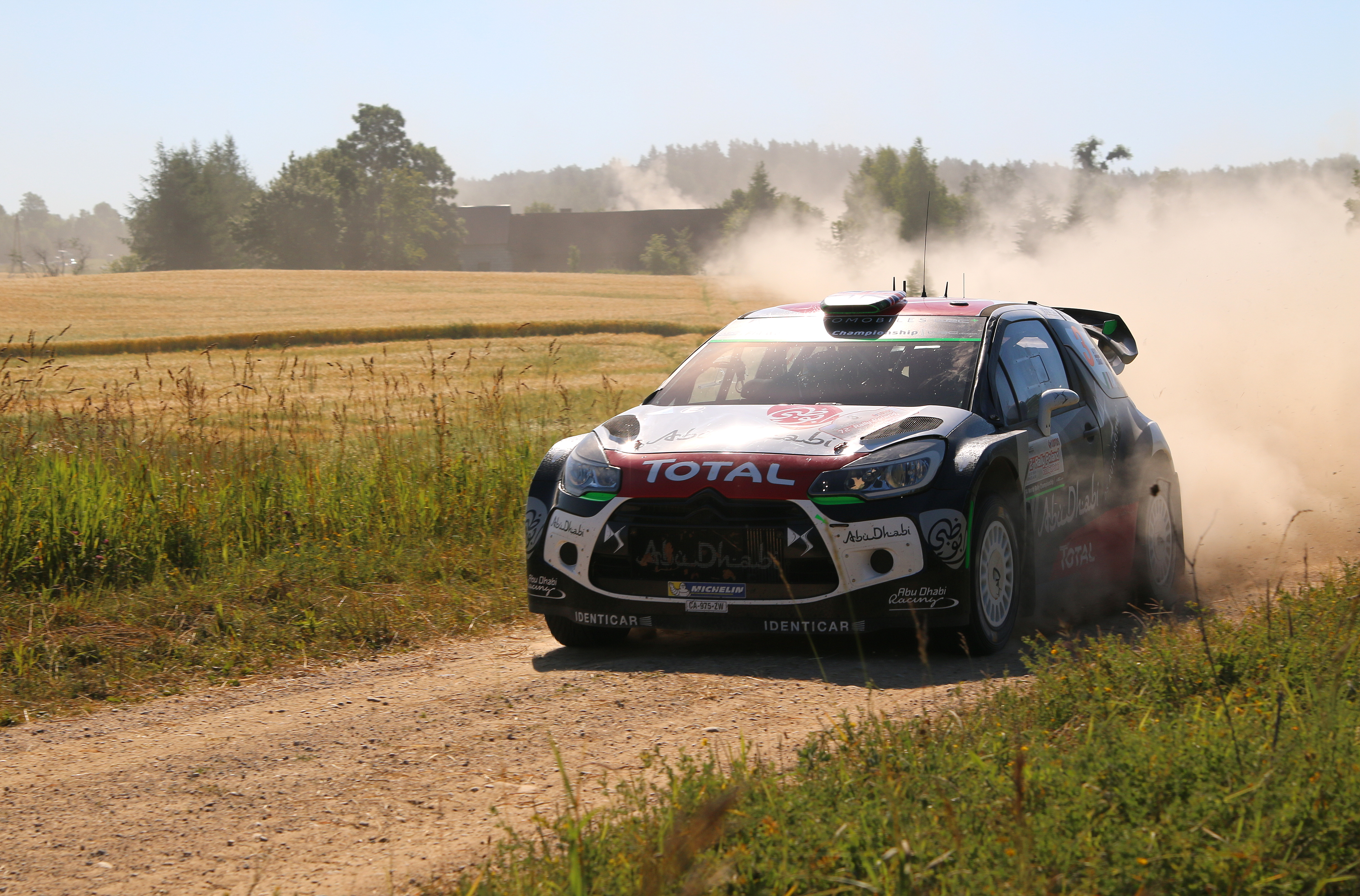
Kris Meeke w Citroënie DS3 WRC podczas Rajdu Polski w 2015

#### Rajd Szwecji 2017
W Szwecji do czternastego odcinka specjalnego Meeke zajmował piąte miejsce w klasyfikacji ze stratą 1:12,5 do prowadzącego Thierry'ego Neuville'a. W czwartej minucie przejazdu czternastego odcinka stracił panowanie nad kierownicą na zaśnieżonej drodze i zjechał z niej wypadając z zakrętu. W wyciągnięciu pojazdu z pobocza pomogli kibice, którym po ponad ośmiu minutach udało się przywrócić go na trasę. Samochód nie uległ większym uszkodzeniom i załoga mogła kontynuować przejazd, jednak incydent ten miał znaczący wpływ na końcową, dwunastą pozycję w rajdzie.

#### Rajd Meksyku 2017
W Meksyku już od czwartego odcinka specjalnego Meeke prowadził w klasyfikacji generalnej. Przed ostatnim etapem miał 37,2 sekundy przewagi nad drugim w tabeli Sébastienem Ogierem. W ostatnim przejeździe utrzymywał dobry czas. Niespodziewany zwrot akcji miał miejsce na 750 metrów przed metą. Kierowca Citroëna pewien siebie jechał po zwycięstwo, kiedy to po lekkim wybiciu przed dosyć ostrym, prawym zakrętem nie zdołał utrzymać się na drodze i wypadł przedzierając się przez rosnące na skraju zarośla, ocierając się o zaparkowanego Volkswagena Passata i lądując na parkingu dla kibiców. Zdezorientowany próbował znaleźć wyjście i powrócić na trasę lawirując między stojącymi samochodami. Po chwili wypatrzył przerwę w krzakach i przez nią powrócił na drogę. Samochód uległ lekkim uszkodzeniom, oraz przebita została opona i choć nie miało to wpływu na końcowy wynik, to samo wypadnięcie z trasy poskutkowało stratą blisko 20 sekund, ale dzięki sporemu zapasowi czasu jakim dysponował wygrał z przewagą 13,8 sekundy nad Ogierem. Było to jego czwarte zwycięstwo w klasie WRC. Po rajdzie spotkał się z właścicielem pojazdu, który uszkodził wcześniej, podarował czapeczkę z autografem, oraz podpisał się na pogiętej i przytartej tylnej klapie bagażnika jego Passata.

#### Rajd Korsyki 2017
Na Korsyce Meeke prowadził od samego początku. Po pięciu z dziesięciu odcinków specjalnych miał 16,4 sekundy przewagi nad Ogierem. Podczas szóstego odcinka, na minutę przed metą, z silnika Citroëna zaczął wyciekać olej, kontrolka spadku ciśnienia oleju zapaliła się, a silnik zaczął wydawać niepokojący dźwięk i pracować wolniej. Chociaż załoga zdołała dojechać do mety ciągle utrzymując prowadzenie w klasyfikacji generalnej, to musiała wycofać się po głębszych oględzinach uszkodzonej jednostki.

#### Rajd Argentyny 2017

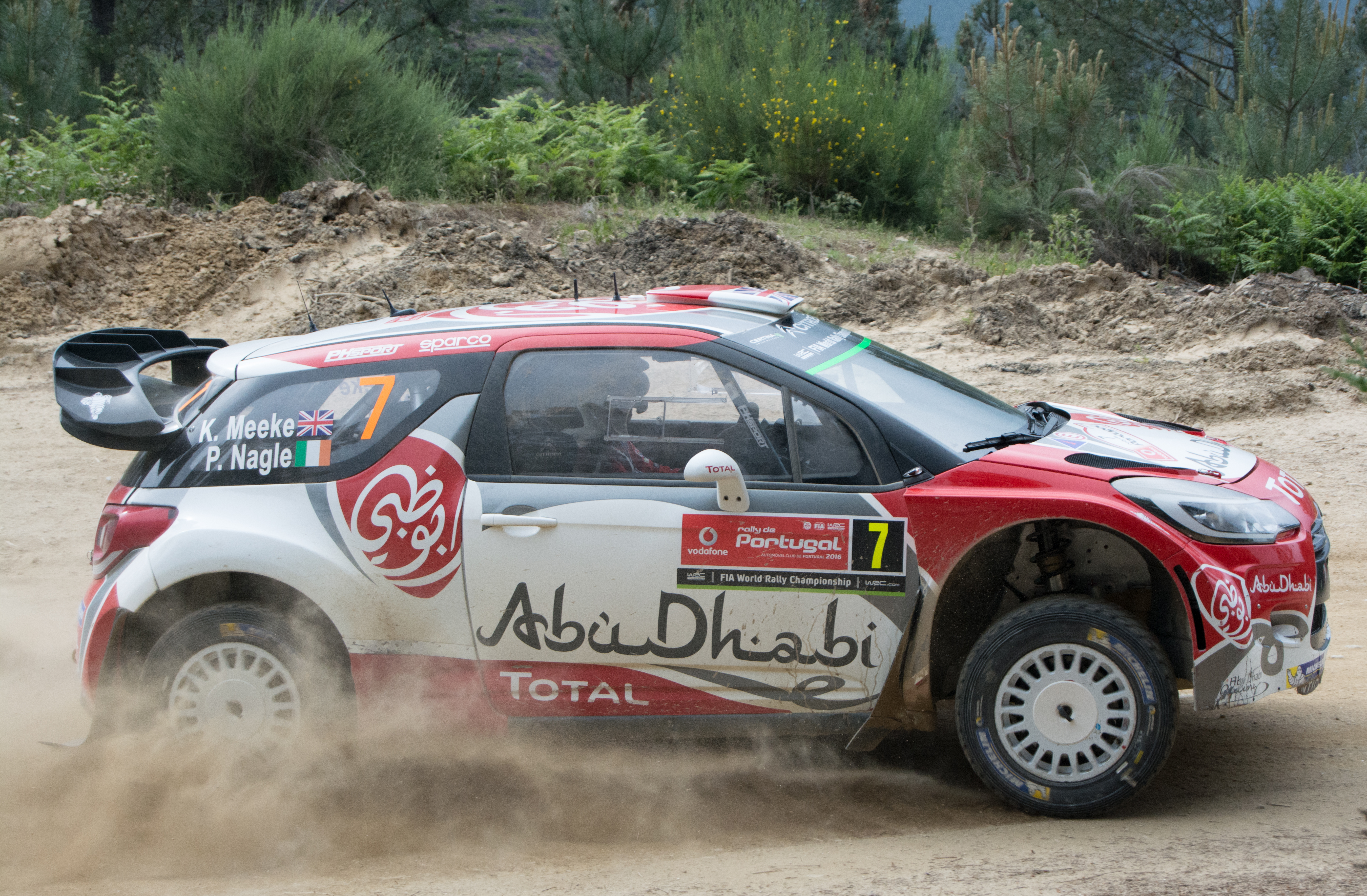
Kris Meeke w trakcie Rajdu Portugalii w 2016

Rajd w Argentynie zaczął od mocnej, drugiej pozycji już po trzech odcinkach specjalnych, zaraz za Elfynem Evansem. Czwarty odcinek przyniósł rozczarowanie i spadek w klasyfikacji generalnej na 15. miejsce. Wchodząc w łagodny, prawy zakręt przechodzący w równie łagodny lewy zakręt, zahaczył prawym bokiem o nasyp, stracił panowanie nad pojazdem, uderzył ponownie, lecz mocniej prawym bokiem o pobocze, przekoziołkował i wylądował na dachu. Przy pomocy kibiców, po przeszło czterech minutach udało się postawić auto na koła. W znacznym stopniu została uszkodzona karoseria, na której można było dostrzec liczne wgniecenia, również na dachu. Mimo tego, z pękniętą przednią szybą, załodze udało się dojechać do mety odcinka, zaliczając stratę blisko sześciu i pół minuty. Naprawa zakończyła się pełnym sukcesem, o czym świadczą późniejsze zwycięstwa na odcinkach jedenastym i dwunastym. Niestety, po udanym powrocie przyszedł odcinek czternasty, a z nim definitywne pożegnanie z Argentyną. Pokonując łagodny i długi zakręt w prawo, pojazd zahaczył o pobocze, najechał na przysypany piaskiem kamień i wzbił się w powietrze koziołkując ośmiokrotnie. Załoga nie odniosła obrażeń, jednak profilaktycznie została przewieziona na badania i obserwacje.

#### Rajd Portugalii 2017
W Portugalii zaczął od dziesiątego miejsca po pierwszym odcinku, by w kolejnych piąć się w górę i już po pięciu odcinkach prowadzić w klasyfikacji generalnej z przewagą połowy sekundy nad drugim Jari-Matim Latvalą. Szósty etap to Caminha 2 o długości 18,1 km pokryty głównie piachem i szutrem, który w pewnym momencie przechodzi w asfalt. W połowie tego etapu, chwilę po wjeździe na nawierzchnię asfaltową, Meeke nie wytracił wystarczająco prędkości przed zakrętem, wpadł w poślizg i tyłem pojazdu zahaczył o betonowe bariery chroniące przez wypadnięciem z zakrętu. Uszkodzeniu uległa lewa, tylna opona, którą chwilę później załoga zmieniła, przymusowo zatrzymując się na najbliższym skrzyżowaniu. Po zmianie opony ruszyli dalej, by zatrzymać się ponownie po kilkuset metrach z powodu awarii zawieszenia, które nastąpiło przy wcześniejszym uderzeniu. Załoga nie ukończyła tego odcinka, a 7 minut naliczonej kary dało dopiero siedemnastą pozycję. Meeke i Nagle powrócili następnego dnia, zajmując w dziesiątym odcinku dziesiąte miejsce. Kolejne przejazdy odbyły się już bez problemów, a rajd zakończyli na osiemnastym miejscu.

#### Rajd Sardynii 2017
Rajd Sardynii okazał się pechowy już na samym początku, kiedy to w trakcie piątego odcinka specjalnego prowadzony przez Meeke'a Citroën zahaczył o pobocze, obrócił się o 90 stopni względem kierunku jazdy i kilkukrotnie koziołkował ostatecznie zatrzymując się na prawym boku. Kilka minut później udało się postawić pojazd na koła i chociaż załoga dojechała do mety, to wycofała się z rajdu ze względu na zły stan pojazdu. Był to czwarty rajd w sezonie, którego Kris nie ukończył, więc pomimo spektakularnego zwycięstwa w Meksyku, Yves Matton (ówczesny szef ekipy Citroëna) zdecydował o odsunięciu Brytyjczyka od startu w Rajdzie Polski, argumentując swą decyzję daniem szansy na zebranie sił i przygotowanie do następnego w kolejce Rajdu Finlandii. Kilka miesięcy później w jednej z audycji radiowych Kris Meeke wyjaśnił, że dobrowolnie zrezygnował ze startu w Rajdzie Polski, aby inny kierowca mógł sprawdzić auto w warunkach rajdowych, gdyż według niego dotychczasowe wypadki były spowodowane głównie wadami samego samochodu. Jego miejsce zajął Andreas MikkelsenAndreas Mikkelsen, który miał podobne odczucia co do niezbyt udanej konstrukcji pojazdu.

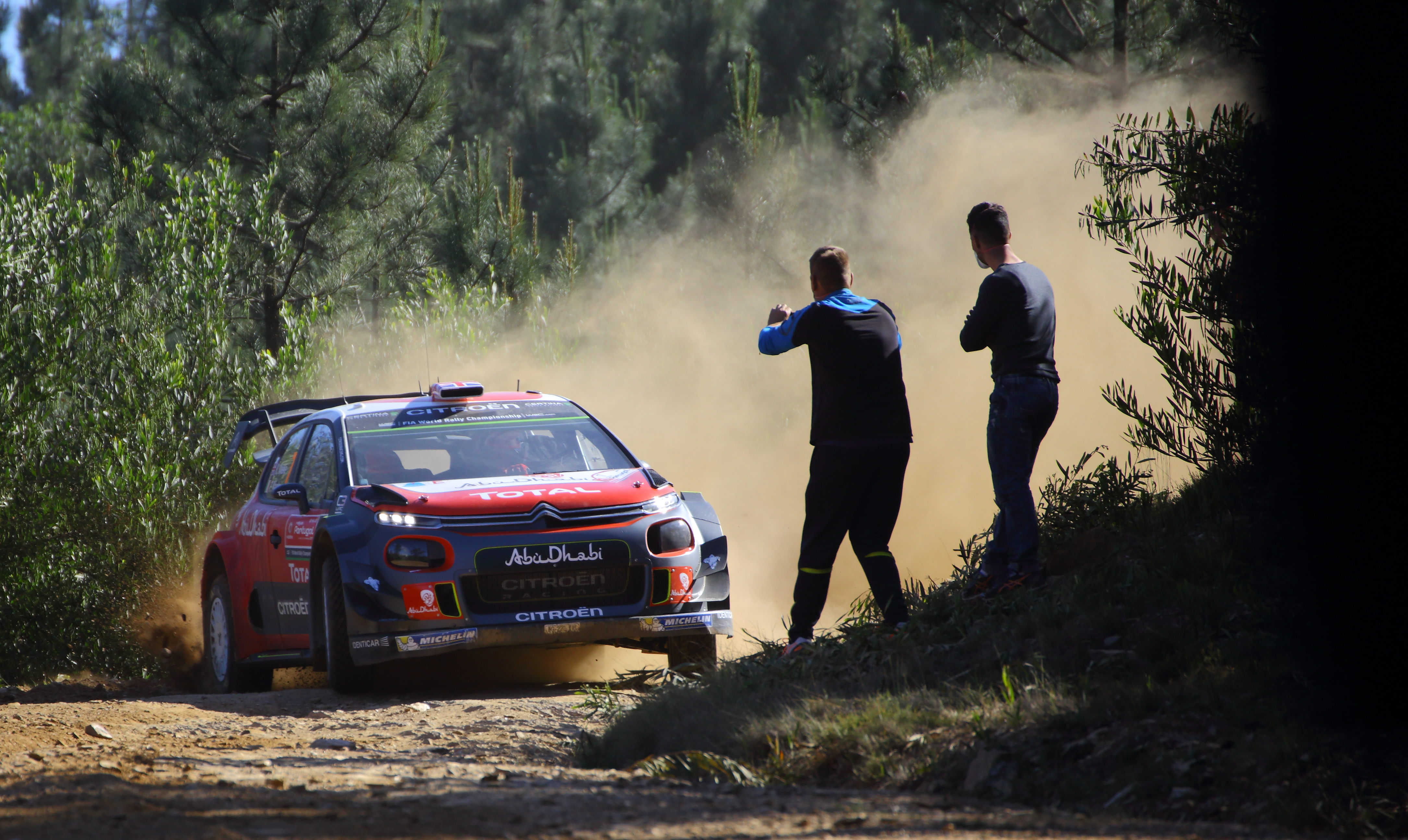
W trakcie Rajdu Portugalii w 2017

#### Rajd Finlandii 2017
Jako zwycięzcy Rajdu Finlandii z 2016 roku, oczekiwano od Meeke'a dobrego wyniku w bieżącym sezonie, zwłaszcza że uzyskał najlepszy czas już w jazdach próbnych na odcinku Ruuhimäki liczącym 4,62 kilometra. Pomimo sporych oczekiwań, rezultaty nie były zadowalające. Pierwszy etap ukończył dopiero na dziewiątej pozycji, a na dodatek podczas jedenastego odcinka specjalnego uderzył w kamień i awarii uległ układ kierowniczy. Drugiego dnia w trakcie ostatniego odcinka przebił oponę i dojechał do mety dopiero na szesnastym miejscu, będąc w ogólnej klasyfikacji ósmy. Trzeci etap przebiegł bezproblemowo, jednak kierowca nie zdołał poprawić swojej końcowej pozycji i finiszował na ósmej pozycji.

#### Rajd Niemiec 2017
Rajd Niemiec nie rozpoczął się dobrze dla Krisa. Już na pierwszym odcinku specjalnym Brytyjczyk zahaczył przednim, prawym kołem o barierę na ostrym zakręcie i uszkodził zawieszenie na tyle mocno, że sam nie zdołał zjechać z trasy i był zmuszony skorzystać z lawety, blokując przy tym innych zawodników. Za ten incydent otrzymał 10-minutową karę i wylądował na przedostatnim, 61. miejscu. Kolejne problemy pojawiły się na piętnastym odcinku Panzerplatte II, kiedy to w trakcie przejazdu zapaliła się kontrolka sygnalizująca problemy z chłodzeniem silnika. Meeke nie zdecydował się kontynuować rajdu, gdyż m.in. nie chciał uszkodzić silnika.

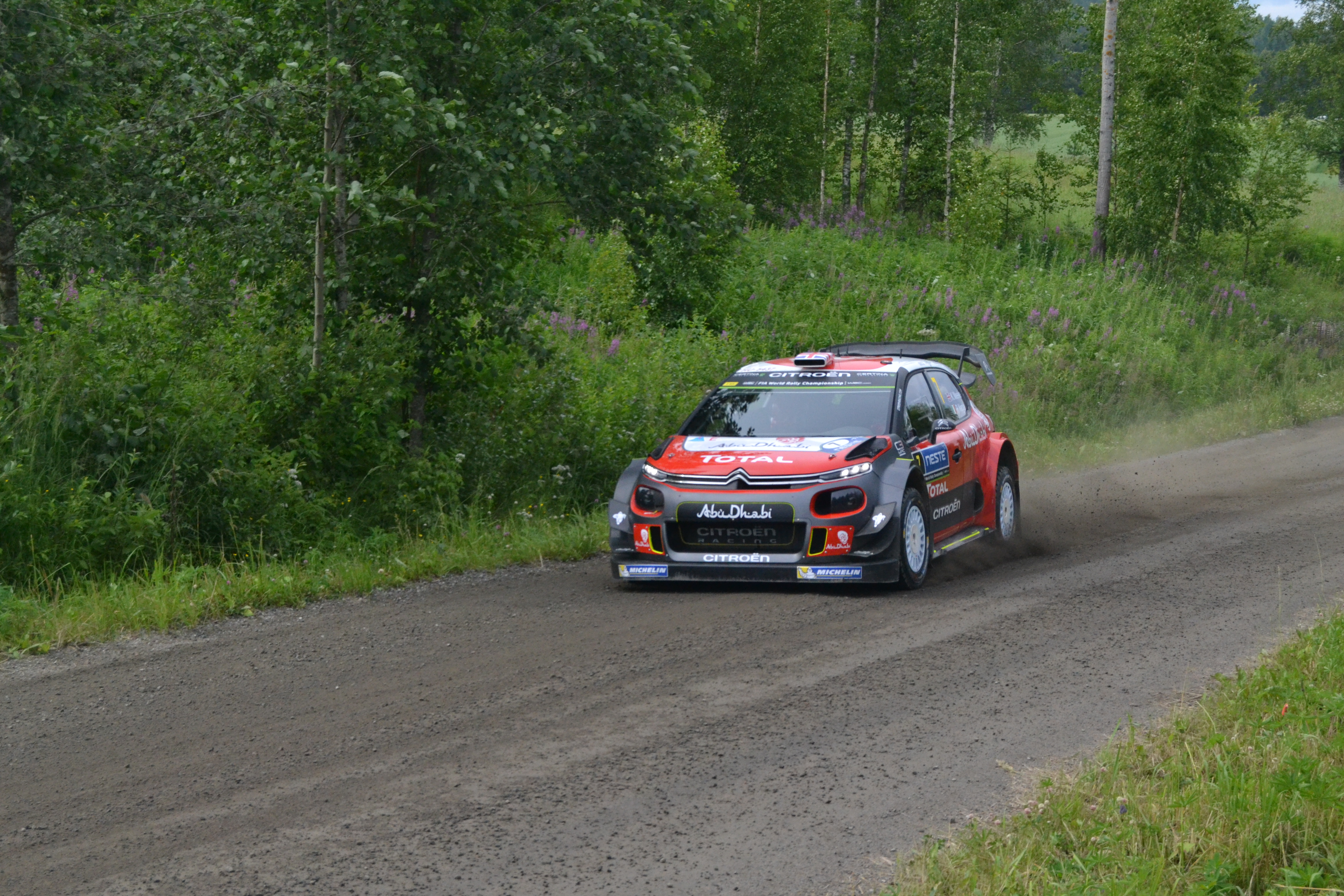
Podczas Rajdu Finlandii w 2017 w Citroënie C3 WRC

#### Rajd Hiszpanii 2017
Rajd Hiszpanii Meeke rozpoczął od czwartego miejsca, by już w drugim przejeździe objąć prowadzenie i systematycznie piąć się do góry w klasyfikacji ogólnej. W czwartym odcinku specjalnym, tuż przed metą, na ostatniej nawrotce zbyt ostro zacisnął hamulec ręczny, obracając samochód o ponad 180 stopni, przez co musiał zatrzymać się i lekko wycofać, by już bez problemu dojechać kilkaset metrów do mety. Błąd ten kosztował go około pięciu sekund i prawdopodobnie gdyby go nie popełnił, byłby zwycięzcą tego odcinka, lecz ukończył go dopiero na dziesiątym miejscu. Drugi dzień rajdu rozpoczął od pierwszego miejsca w odcinku liczącym 24,4 km z przewagą 3,6 sekundy nad Danielem Sordo, a zakończył mając 13 sekund przewagi nad Ogierem. Finałowy dzień należał już do Brytyjczyka. Wygrał pierwsze pięć z sześciu odcinków specjalnych, a w ostatnim uplasował się na drugim miejscu tuż za Danielem Sordo. Rajd ukończył na pierwszym miejscu będąc szybszym o 28 sekund od Sébastiena Ogiera i 33 sekundy od Otta Tänaka.

#### Rallylegend 2017
19 października rozpoczął się piętnasty Rallylegend – rajd, w którym udział biorą pojazdy historyczne. Meeke jechał pilotowany przez Dereka Brannigana i prowadził Citroëna Xsarę WRC, którą kiedyś startował Colin McRae. Wygrał pierwsze siedem odcinków specjalnych, lecz podczas ósmego doszło do awarii układu hydraulicznego w jego pojeździe, czego efektem było wypadnięcie z trasy. Powrócił podczas ostatniego etapu, w którym zajął czwarte miejsce, a w klasyfikacji końcowej uplasował się na dwunastej pozycji.

#### Rajd Wielkiej Brytanii 2017
Pierwszy etap Rajdu Wielkiej Brytanii przebiegał w dobrych, słonecznych warunkach. Meeke po szesnastej pozycji w pierwszym odcinku specjalnym był już szósty na zakończenie dnia i był zadowolony ze swojego wyniku. Drugi etap rajdu w większości przebiegał już w deszczowych warunkach, jednak Meeke ciągle utrzymywał dobre, piąte miejsce. Na jedenastym odcinku Dyfi 1 dojeżdżając do szykany wprowadził pojazd w podsterowność, hamując na przeszkodzie. W tym momencie silnik zgasł i przez chwilę Brytyjczyk miał problem z jego ponownym odpaleniem. Przez ten incydent stracił około 10 sekund. Przedostatni odcinek drugiego etapu sprawił wiele problemów, gdyż widoczność była mocno ograniczona mgłą, która występowała miejscowo i w pewnych momentach ograniczała widoczność do 10 metrów. Pomimo złych warunków ukończył odcinek na szóstym miejscu, a w klasyfikacji ogólnej zajął siódmą pozycję. Finałowy dzień nie przyniósł większych zmian i rajd zakończył jak dzień wcześniej, na siódmej pozycji, zajmując przy tym drugie miejsce w odcinku Power Stage, co zapewniło mu dodatkowe 4 punkty.

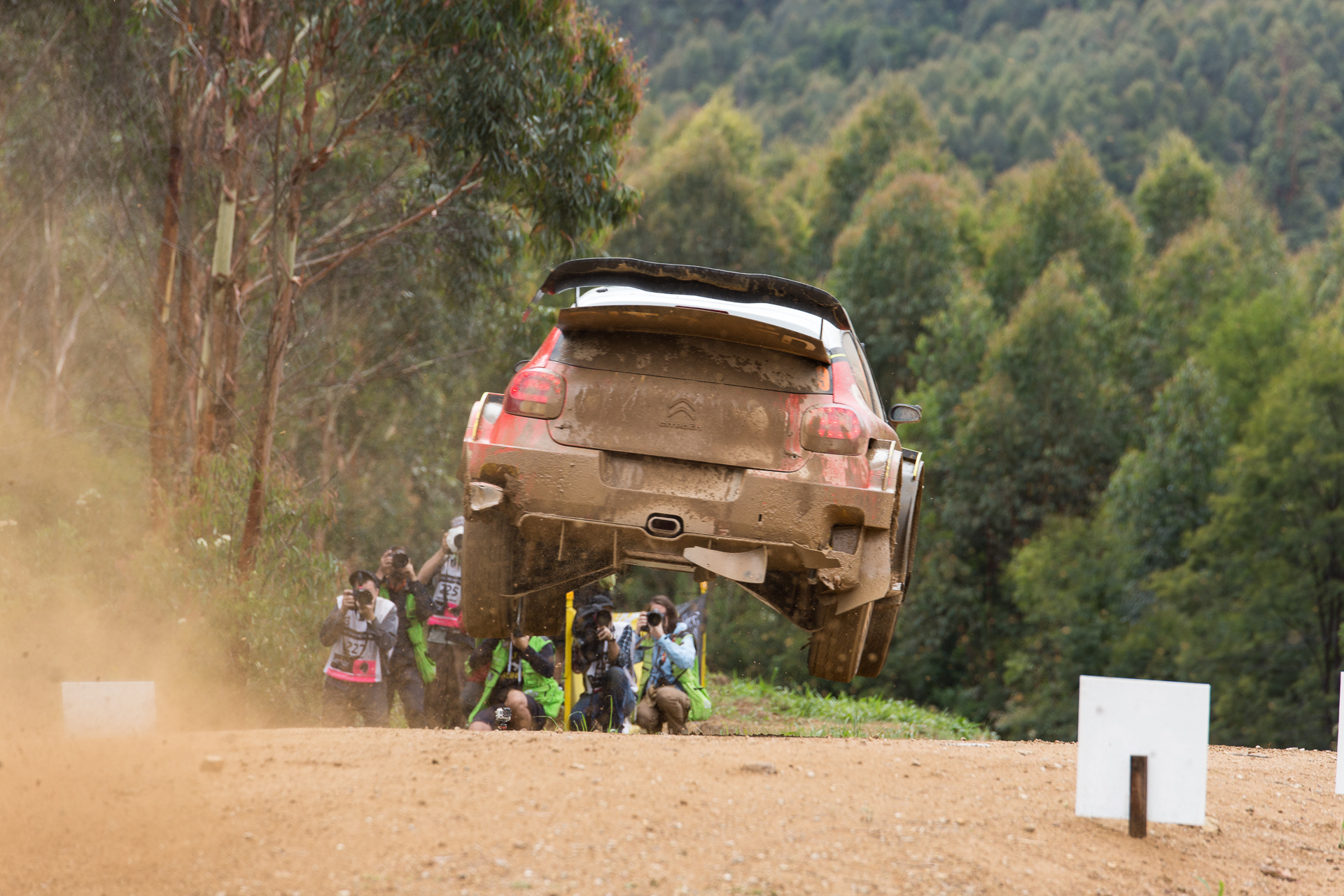
Zakończenie sezonu 2017 w Australii

#### Rajd Australii 2017
Rajd Australii rozpoczął się dla Meeke'a dobrze, od drugiego miejsca w pierwszym, oraz w drugim przejeździe. Pierwszy problem pojawił się podczas trzeciego odcinka specjalnego, kiedy to Brytyjczyk zbyt szybko wszedł w długi, lewy zakręt, przez co stracił przyczepność i sunąc bokiem wjechał w rosnące po zewnętrznej stronie zakrętu zarośla, jednocześnie uderzając prawą częścią przedniego zderzaka o drzewo. Zrestartował silnik, wycofał i powrócił na trasę. Według jego przypuszczeń stracił wtedy około 12 sekund. Dzień zakończył na trzeciej pozycji, w ostatnim odcinku tracąc drugą pozycję na rzecz Thierry'ego Neuville'a. Drugi dzień to spadek o jedną pozycję w klasyfikacji ogólnej po pierwszym przejeździe, by powrócić na trzecie miejsce po następnym odcinku. Do nieszczęśliwego zdarzenia doszło pod koniec dwunastego odcinka specjalnego. Kris zahaczył prawym, tylnym kołem o mostek nad potokiem i uszkodził zawieszenie. Początkowo uszkodzenie wydawało się nie mieć większego znaczenia, jednak na 5 kilometrów przed metą zawieszenie pękło i wtedy pojawiły się problemy ze sterownością. Meeke dojechał do mety na piątej pozycji, jednak z polecenia zespołu zrezygnował z dalszej jazdy tego dnia. Ostatni etap rajdu przebiegał w deszczowych warunkach, przysparzając kierowcom wielu problemów. W osiemnastym przejeździe stracił prawie ponad 1,5 minuty do zwycięzcy odcinka Haydena Paddona. Po odwołaniu dwudziestego odcinka pozostał Power Stage, w którym Meeke był piąty i uzyskał dodatkowy jeden punkt w klasyfikacji generalnej, co dało mu ostatecznie siódmą pozycję w rajdzie. Sezon zakończył na siódmym miejscu z dorobkiem 77 punktów.
20 listopada odbyła się Gala WRC, na której otrzymał nagrodę w kategorii Michelin Magic Moment za sytuację z ostatniego odcinka Rajdu Meksyku, kiedy to na 750 metrów przed metą wypadł z trasy.

### Sezon 2018

#### Rajd Monte Carlo 2018
Tradycyjnie już, pierwszy odcinek specjalny Rajdu Monte Carlo odbył się nocą i od razu sprawił wiele problemów kierowcom. W trakcie przejazdu Citroën Meeke'a wpadł w poślizg i ustawił się tyłem do kierunku jazdy. Kris próbując wrócić na właściwy tor postanowił lekko wycofać, nie wiedząc przy tym, że znajduje się za nim rów, do którego wpadł jednym, tylnym kołem, skutecznie unieruchamiając pojazd. Dopiero po około półtorej minuty kibice pomogli mu w wydostaniu się z dołu. Dziesiąte miejsce w pierwszym, jak i drugim przejeździe wyraźnie przygnębiło go i odbiło się na wynikach kolejnego dnia, jednak korzystając z awarii Andreasa Mikkelsena, Elfyna Evansa i Craiga Breena, udało mu się uplasować na szóstej pozycji pod koniec drugiego dnia rajdu. Sobotni poranek przywitał kierowców zimowymi warunkami, ze sporą ilością śniegu na trasie. Podczas dziewiątego odcinka Kris wpadł w poślizg, obracając samochód dookoła, tracąc przy tym około 12 sekund. W jedenastym przejeździe dojeżdżając rozpędzony do skrzyżowania doświadczył akwaplanacji i przestrzelił skrzyżowanie wpadając w znajdujące się na wprost pole. Strata wyniosła około ośmiu sekund, jednak nie miał problemów z powrotem na drogę. W tym samym miejscu z trasy wypadło wielu kierowców, m.in. Ott Tänak, Thierry Neuville, czy Bryan Bouffier. Awansował na czwarte miejsce w klasyfikacji, dzięki awarii Esapekki Lappiego, który musiał wymienić koło w swojej Toyocie. Pod koniec dwunastego odcinka specjalnego na lewym nawrocie uderzył w zaspę, jednak odbyło się to przy niewielkiej prędkości, przez co strata nie była duża, a sam pojazd nie został uszkodzony. Ostatniego dnia rajdu jechał wolno i ostrożnie, aż do ostatniego odcinka Power Stage, w którym był najlepszy, a na dodatek ponownie awansował na czwartą pozycję po wypadnięciu z trasy Lappiego, który zanim zdążył wrócić na drogę, stracił około 20 sekund.

#### Rajd Szwecji 2018
W Szwecji od samego początku narzekał na brak pewności siebie, a nocne opady śniegu z czwartku na piątek jeszcze bardziej obniżyły tę pewność i przez cały pierwszy etap klasyfikował się w okolicach dziesiątej pozycji, kończąc ostatni odcinek dnia na szesnastym miejscu. Sobotni poranek rozpoczął od dziewiątego miejsca i chociaż w rozmowie po przejeździe powiedział, że warunki i przyczepność są znacznie lepsze, to przyznał, że po słabym początku niewiele już może zrobić i jedynym jego celem jest utrzymanie przewagi nad Ogierem. Podczas trzynastego odcinka specjalnego wpadł w poślizg na zaśnieżonej nawierzchni i uderzył przodem samochodu w zaspę śnieżną. Po chwili, z pomocą kibiców, powrócił na trasę i chociaż nie było widocznych uszkodzeń pojazdu, to silnik stracił moc, gdyż śnieg podczas uderzenia przedostał się przez wlot i filtr powietrzna do turbosprężarki. Spowolnione tempo Krisa wyrównało jego pozycję na odcinku z Ottem Tänakiem, który zbliżył się do Brytyjczyka z zamiarem jego wyprzedzenia. Ten odcinek trasy był wąski, gdyż po bokach znajdowały się wysokie zaspy śniegu. Meeke zbliżył się do prawej krawędzi trasy pozwalając Estończykowi go wyprzedzić, jednak ten niedostatecznie dobrze ocenił wolną przestrzeń i uderzył w tylny, lewy bok Krisa, odbijając momentalnie w lewo i lądując w zaspie. Meeke pojechał dalej, a Tänak miał poważne problemy z powrotem na trasę. Grono kibiców przybiegło z pomocą, kiedy to pilot Martin Järveoja próbował wypchnąć pojazd z rowu. Po około 1,5 minuty Toyota Tänaka wróciła na trasę. Kilka kilometrów dalej Meeke i Tänak spotkali się ponownie, jednak tym razem odcinek trasy był szerszy i Estończyk już bez problemu wyprzedził Brytyjczyka. Niestety uszkodzenie Citroëna C3 było na tyle poważne, że Kris zdecydował się odpuścić resztę odcinków specjalnych tego dnia i samochód powrócił do serwisu na lawecie. Kara za opuszczenie trzech odcinków wyniosła 21 minut i poskutkowała spadkiem w klasyfikacji generalnej na 37. pozycję. Po powrocie w niedzielę, już w pierwszym odcinku specjalnym zahaczył o zaspę i obrócił samochód, przez co stracił kilkanaście sekund i uplasował się na siedemnastej pozycji. Zapytany, czy powalczy o dodatkowe punkty w ostatnim odcinku Power Stage powiedział, że nie ma na to szans, ponieważ jako pierwszy będzie przecierał trasę. Ostatni przejazd zakończył na dziewiątym miejscu, jednak nie został uwzględniony w końcowej klasyfikacji wyścigu, gdyż celowo zdecydował się nie ukończyć wyścigu, aby móc dokonać zmiany silnika przed kolejnym – dla tego samochodu – rajdem Korsyki. W ogólnej tabeli kierowców WRC spadł o cztery pozycje, z czwartej, na ósmą, nie zmieniając przy tym liczby uzyskanych punktów.  

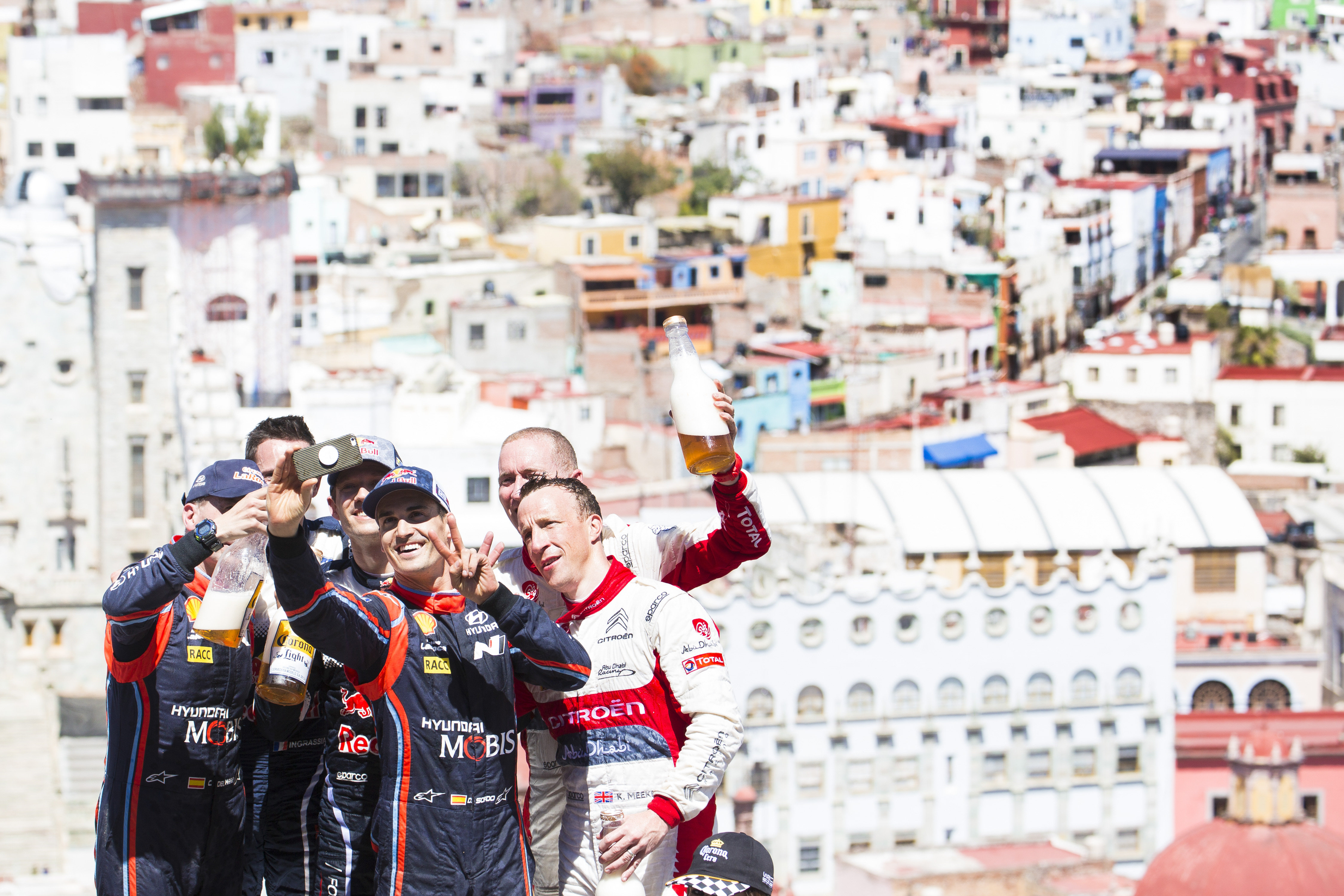
Pamiątkowe zdjęcie po zajęciu 3. miejsca w Rajdzie Meksyku w 2018 roku

#### Rajd Meksyku 2018
Przygotowania do Rajdu Meksyku załogi rozpoczęły w Hiszpanii, z powodu podobnych warunków panujących na trasach. W dniu rozpoczęcia rajdu podczas przejazdu testowego Meeke był najszybszy spośród całej stawki kierowców z czasem 3:41.0. Kris zwyciężył w Meksyku rok temu, więc dobry rezultat nie był zaskoczeniem i już po drugim odcinku specjalnym objął prowadzenie w rajdzie z przewagą 3,8 sekundy nad Danim Sordo. Piąty odcinek to przejazd ulicami miasta León. Na jednym z nawrotów Meeke zbyt wcześnie rozpoczął wchodzenie w zakręt i przy wyjściu z niego najechał prawym, przednim kołem na dużą donicę z drzewkiem. Szczęśliwie przejechał po niej nie zaliczając przy tym dużej straty czasowej. Na szóstym odcinku był najszybszy, a w trakcie kolejnych dwóch dwukrotnie obróciło jego samochód przez co stracił kilkanaście sekund. Dzień zakończył na czwartym miejscu ustępując miejsca w tabeli Ottowi Tänakowi i powracającemu do WRC Sébastienowi Loebowi. Drugi etap rozpoczął od dobrej, trzeciej pozycji, by już kolejny odcinek Otates wygrać z przewagą 2,4 sekundy nad Ogierem. Na 14. odcinku specjalnym wykorzystał awarię Daniego Sordo, któremu odkleił się bieżnik od opony i awansował na drugą pozycję w klasyfikacji. Sporo problemów sprawił ponowny przejazd odcinkiem Otates popołudniem, w którym stracił aż 30 sekund do zwycięzcy Ogiera. Tłumaczył, że popełnił sporo niewielkich, lecz głupich błędów, w tym jeden poważniejszy, kiedy to musiał zawrócić na drodze po obrocie. Dwa przedostatnie odcinki drugiego etapu to powtarzające się po sobie przejazdy na torze wyścigowym, w których uzyskał najlepsze czasy. Ostatni dzień rajdu liczył 3 odcinki specjalne i już w pierwszym z nich pojawiły się problemy. Dojeżdżając do ostrego, lewego zakrętu prowadzącego w dół i pokrytego brukiem wpadł w poślizg i ześlizgnął się do dołu tuż przy krawędzi trasy prawie dachując, zatrzymując się na prawym boku. Z pomocą kibiców auto udało się postawić na koła i wrócić na trasę, przy czym jeden z pomagających fanów nieumyślnie uszkodził tylny spojler. Czas i spojler były jedynymi znaczącymi stratami w tym incydencie. W ostatnim odcinku Power Stage pojechał zachowawczo, by nie popełnić błędu i utrzymać końcową, trzecią pozycję.

#### Rajd Korsyki 2018
Dobrze radzący sobie na asfalcie Meeke zajął pierwsze miejsce w jazdach próbnych przed Rajdem Korsyki. Pierwszego dnia wyścigu plasował się w czołówce, wykorzystując potknięcie Loeba i jego wypadnięcie z trasy zajmując drugie miejsce po drugim odcinku specjalnym. Kolejne dwa odcinki były w jego wykonaniu nieco słabsze, w których to narzekał na trzaski i piski w słuchawkach, które utrudniały jazdę. Utracił drugą pozycję na rzecz Neuville'a. Drugiego dnia rajdu narzekał na złe prowadzenie się samochodu i podczas południowej przerwy serwisowej zdecydował powrócić do ustawień, z jakich korzystał podczas tego samego rajdu rok wcześniej. Zmiany przyniosły pożądany efekt i awans o jedyną pozycję, zrównując się czasem z Neuvillem. Ostatni odcinek dnia Novella 2 okazał się pechowy dla Brytyjczyka. Na piątym kilometrze odcinka pilot Paul Nagle źle podyktował notatki informując o lewym zakręcie, który można pokonać na piątym biegu, kiedy w zeszycie ten zakręt oznaczony był trzecim biegiem. Prędkość była zbyt duża, aby pokonać ten zakręt i załoga wyleciała z trasy na wprost, lądując pomiędzy zaroślami, uniemożliwiając wydostanie samochodu. Załoga nie odniosła obrażeń, a samochód nie został w dużym stopniu uszkodzony i mogli powrócić do walki następnego dnia, korzystając z zasady Rally2. W oświadczeniu wydanym po wypadku Meeke oznajmił, że nie żywi żadnej urazy do Paula i ciągle stanowią świetny duet. Kara dziesięciu minut za nieukończenie odcinka poskutkowała spadkiem na 10. miejsce i brakiem szans walki o podium. W ostatnim dniu i w ostatnich dwóch odcinkach zajął kolejno drugie i trzecie miejsce, uzyskując dodatkowe trzy punkty w etapie Power Stage. Rajd zakończył na dziewiątym miejscu.

#### Rajd Argentyny 2018
W Argentynie Kris skutecznie piął się w górę tabeli i po szóstym odcinku specjalnym był już drugi, tracąc 11,7 sekundy do prowadzącego Tänaka. OS11 przyniósł spadek o jedną pozycję na rzecz Thierriego Neuvilla, który na ponad czterdziestokilometrowym odcinku był szybszy o ok. 12 sekund. Trasa ta – Cuchilla Nevada — Rio Pintos 1 – okazała się pechowa dla Craiga Breena, który poważnie zniszczył swój samochód koziołkując, przez co Meeke pozostał jedynym liczącym się kierowcą Citroëna, jako że Al Qassimi znajdował się daleko poza pierwszą dziesiątką i nie miał szans na wywalczenie żadnego punktu dla zespołu. Ponowny przejazd tym samym odcinkiem okazał się pechowy dla samego Krisa, który niedługo po rozpoczęciu odcinka złapał gumę i był zmuszony zmienić koło. Mógł to zrobić jednak dopiero po około siedmiu kilometrach, gdyż trasa w tym miejscu była wąska i zmiana koła była zbyt niebezpieczna ze względu na załogi jadące za nim. Naprawa poskutkowała stratą blisko 2 minut i 30 sekund przekreślając szansę na uzyskanie dobrego wyniku i spadek w klasyfikacji generalnej o 5 pozycji, na ósme miejsce. W ostatnim dniu rajdu, dzięki awarii opony Esapekki Lappiego, Meeke awansował o jedną pozycję w tabeli, a w odcinku Power Stage zdobył dodatkowy punkt za zajęcie piątego miejsca. Ostatecznie uplasował się na 7. miejscu w klasyfikacji ogólnej.

#### Rajd Portugalii 2018
Jeszcze przed samym Rajdem Portugalii Brytyjczyk był pełen optymizmu odnośnie do swojego startu i szóstej pozycji startowej, która pozwalała na pewniejszą jazdę po już przetartej trasie i deklarował pełne poświęcenie od samego początku. Po pierwszych pięciu odcinkach specjalnych Meeke prowadził w klasyfikacji ogólnej z niewielką przewagą blisko dwóch sekund nad Danim Sordo. Podczas szóstego odcinka, na trzy kilometry przed metą przebił oponę i zanotował około 19 sekund straty do zwycięzcy Neuville'a. Siódmy odcinek został anulowany po przejeździe kilku kierowców z powodu poważnego wypadku Haydena Paddona, który urywając przednie koła zatarasował trasę reszcie zawodników. Spośród kierowców, którzy dojechali do mety Kris był trzeci, jednak na mecie odcinka zorientował się, że uszkodził kolejną oponę. Do zakończenia dnia pozostały dwa uliczne odcinki specjalne, oraz blisko 200 kilometrów dojazdówek, a Meeke nie posiadał już żadnego koła zapasowego.

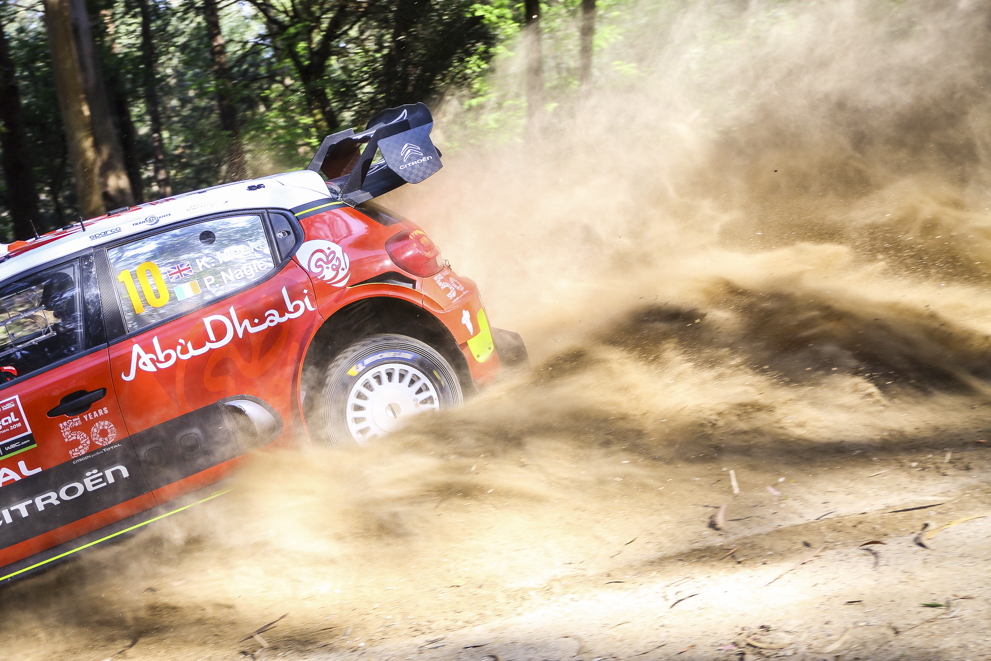
Ostatni w 2018 roku rajd z cyklu WRC dla Meeke'a – Rajd Portugalii

Trasę ósmego i dziewiątego odcinka pokonał na trzech kołach i jednej gołej feldze. Zdecydował się na taki krok, gdyż nie mógł pokonać trasy poza odcinkami specjalnymi bez chociaż częściowo sprawnej opony, co było dozwolone na odcinkach samego rajdu. Po dwóch kończących ten dzień odcinkach założył koło z resztką opony i spokojnie pojechał do bazy. Podczas dwunastego odcinka doszło do poważnego wypadku Krisa, który zbyt późno wszedł w szybki lewy zakręt, przez co stracił przyczepność w tylnych kołach, i sunąc bokiem stoczył się z drogi, mocno uderzając w drzewa. Natychmiast na pomoc przybiegli kibice będący w pobliżu, jednak załoga o własnych siłach opuściła wrak samochodu. Pojazd nie nadawał się do dalszej jazdy i był to koniec ich przygody. Po wypadku szef ekipy Citroëna Pierre Budar przyznał, że to nowoczesna konstrukcja pojazdu uratowała życie załodze, gdyż nigdy wcześniej nie widział tak potężnego wypadku, z którego kierowca i pilot wyszliby bez szwanku. Brak zdobytych punktów odbił się na pozycji w klasyfikacji kierowców spadkiem o dwa miejsca.

#### Zwolnienie z Citroëna
W czwartek 23 maja, Kris opublikował na swoim profilu Facebookowym obszerny wpis nawiązujący do wypadku z Portugalii i o przygotowaniach do kolejnego Rajdu Sardynii. Kilkadziesiąt minut później Citroën Racing na swoim oficjalnym profilu na Twitterze zamieścił informację o zakończeniu współpracy z Krisem Meeke i Paulem Nagle na rok 2018 z powodu zbyt dużej liczby wypadków, jakich ta dwójka doświadczyła na przestrzeni ostatnich miesięcy. W rozwinięciu oświadczenia na stronie internetowej Pierre Budar, szef Citroën Racing, powiedział, że to kwestie bezpieczeństwa zaważyły na tej decyzji, oraz wytknął, że zbyt agresywna jazda w Portugalii, gdzie Meeke po stracie czasu przez uszkodzone opony nie miał szans na zajęcie dobrej pozycji była nieprzemyślana i niepotrzebnie podejmował tak wielkie ryzyko. Kris został o decyzji poinformowany telefonicznie przed wydaniem oficjalnego stanowiska w tej sprawie.

Odebrałem telefon na jedną minutę, podczas której powiedziano mi, że być może nie pojadę Sardynii. Powiedziałem Pierre’owi [Budarowi] „Co? Jasne, OK. Musimy o tym pogadać”. On odparł tylko „Yyy…”. 10 minut później przeczytałem w internecie, że moja kariera dobiegła końca. Od tamtego czasu nikt ze mną nie rozmawiał. Próbowałem oddzwonić do Pierre’a, ale nie było odpowiedzi. […] Oni próbowali zniszczyć moją karierę tym, co mówili.

#### Rallylegend 2018
6 września poinformował na swoim Instagramie, że weźmie udział w Rallylegend odbywającym się w San Marino w dniach 11-14 października. Poprowadził Forda Fiestę RS WRC, jego pilotem był Derek Brannigan, a sam udział miał charakter czysto pokazowy.

#### Podpisanie kontraktu z Toyotą i rozstanie z pilotem Paulem Naglem
17 października Kris podpisał jednoroczny kontrakt z Toyotą gwarantujący mu udział we wszystkich rajdach w sezonie 2019. Przyznał, że Toyota oferuje znacznie lepsze środowisko pracy w porównaniu z tym, czego doświadczał będąc w Citroënie i ciągle wierzy, że może zostać mistrzem świata. Jednocześnie Meeke ogłosił, że po wielu latach i wspólnie osiągniętych sukcesach zdecydował się zrezygnować z usług pilota Paula Nagle'a, a powodem była chęć zaczęcia wszystkiego na nowo. Nie wykluczył przy tym ponownie wspólnych startów w przyszłości. Tego samego dnia dziennikarz rajdowy Colin Clark na swoim twitterowym profilu opublikował zdjęcie wywróconej na bok i opartej o drzewo Toyoty Yaris WRC, którą rzekomo prowadził Meeke. Kilka godzin później na Facebooku umieścił wpis, w którym oznajmił, że usunął wcześniej opublikowane zdjęcie, gdyż nie ma żadnej potwierdzonej informacji na temat tego incydentu. Informacja o rzekomym wypadku Meeke'a odbiła się sporym echem w środowisku medialnym poświęconym rajdom. Wszelkie spekulacje uciął szef ekipy Toyoty Tommi Mäkinen, który potwierdził, że zdjęcie jest prawdziwe i pochodzi z pierwszego dnia testów Krisa, oraz był to niegroźne zdarzenie, w którym auto nie odniosło praktycznie żadnych uszkodzeń.

#### Rajd Condroz-Huy 2018
W dniach od 2 do 4 listopada Meeke przystąpił do Rajdu Condroz-Huy w formie przygotowania do następnego sezonu. Wystartował Škodą Fabią R5, a jego pilotem był Belg Jamoul Renaud. Po czterech odcinkach specjalnych Kris zajmował trzecie miejsce, ze stratą 7,4 sekundy do prowadzącego Stéphana Lefebvre. Na piątym odcinku zatrzymał samochód na poboczu, gdyż spod maski wydobywał się dym i para. Relacjonował, że w trakcie jazdy z komory silnika zaczął wylewać się płyn wprost na szybę i temperatura podniosła się. Załoga nie kontynuowała już dalszej jazdy. W swoim oświadczeniu po rajdzie odniósł się do wypadku na szóstym odcinku, w którym śmierć poniósł pilot Rik Vanlessen, składając kondolencje rodzinie zmarłego.

#### Rozpoczęcie współpracy z pilotem Sebastianem Marshallem
4 grudnia Meeke poinformował, że od przyszłego sezonu jego pilotem będzie Seb Marshall, dotychczasowy partner Haydena Paddona. Pierwsze wspólne testy przed Rajdem Monte Carlo trwające 2 dni rozpoczęli 15 grudnia w gminie Saint-André-de-Rosans w departamencie Alpy Wysokie.

### Sezon 2019

#### Prezentacja w Birmingham
12 stycznia w Birmingham odbyła się oficjalna prezentacja zespołów i nowych oklejeń samochodów na sezon 2019. Kierowcy ujawnili też numery startowe, z którymi będą startować. Meeke wybrał numer 5. Zapytany o przyczyny wyboru tego numeru powiedział, że poprosił swoją 4-letnią córkę o narysowanie samochodu i numeru na nim. Wybrała numer 5 i z takim też numerem będzie startował.

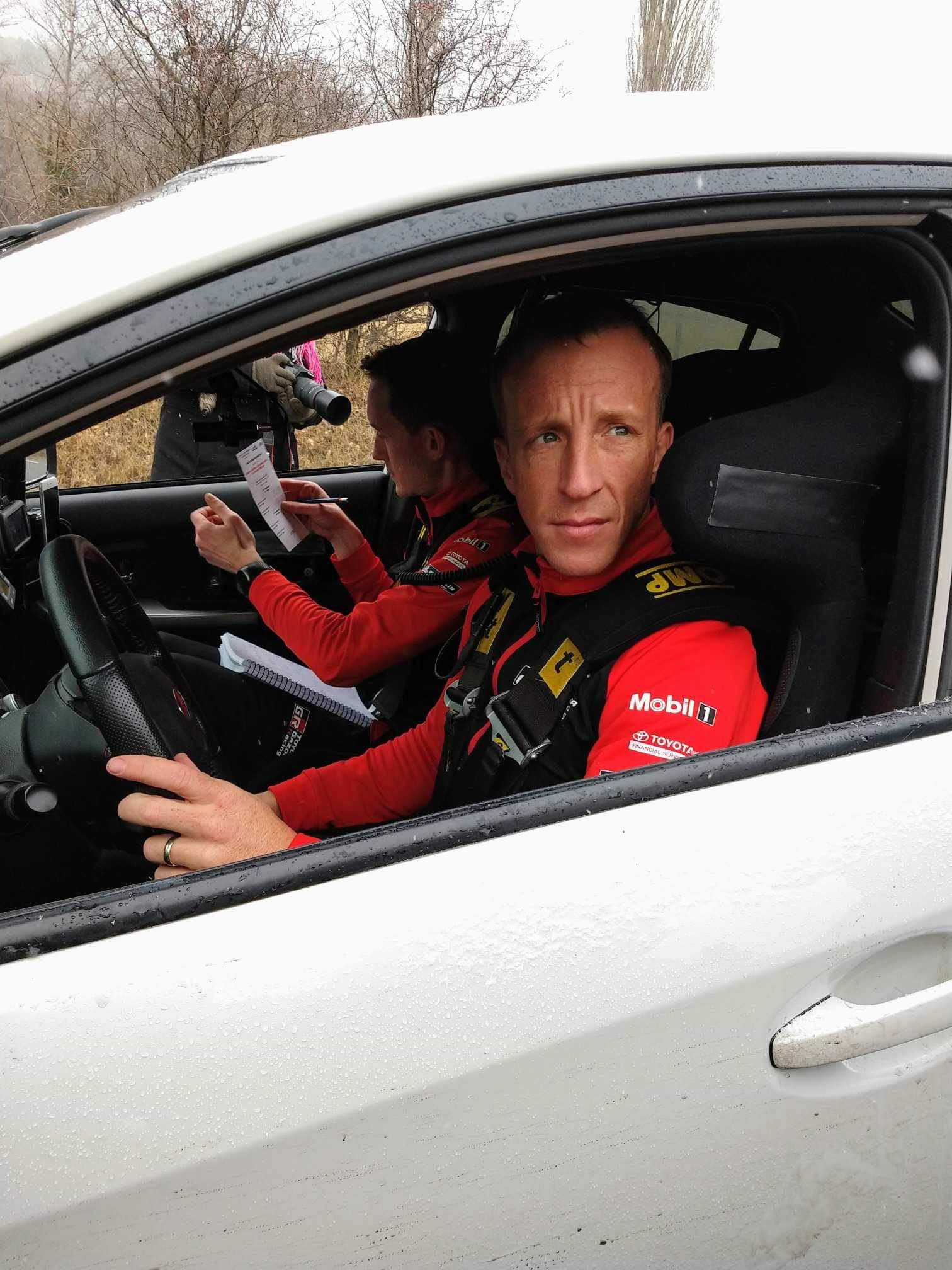
Podczas rekonesansu odcinków Rajdu Monte Carlo ze swoim pilotem Sebem Marshallem

#### Rajd Monte Carlo 2019
Ciągle zaznajamiając się z nowym samochodem Meeke uzyskał najlepszy czas w shakedownie ustanawiając go w trzecim przejeździe z pięciu, przy czym podczas ostatniego przejazdu uszkodził koło. Po pierwszym teście żartował, że ciągle uczy się auta i nawet zapomniał włączyć tryb rajdowy na starcie. Na pierwszym odcinku specjalnym uzyskał drugi czas tracąc jedynie 5 sekund do Tänaka. Podczas drugiego odcinka złapał gumę, choć jak sam zaznaczył nie zauważył kiedy się to stało, gdyż w nic nie uderzył. Podejrzewał możliwe problemy z felgami. Niemal ostatnia pozycja ze stawki WRC w kolejnym dniu nie ułatwiła mu zadania, gdyż samochody przed nim naniosły wiele zanieczyszczeń na drogę, które wymieszane ze śniegiem tworzyły śliskie błoto. Na piątym odcinku narzekał na zmniejszoną moc silnika na ostatnich pięciu kilometrach z powodu zapchanego przez liście dolotu powietrza. Siódmy odcinek to już trzecia przebita opona podczas tego rajdu i aż 3 minuty i 50 sekund straty do Ogiera, co w klasyfikacji ogólnej dało 5 minut straty do lidera i spadek na ósmą pozycję. Ekipa reporterów na mecie siódmego odcinka zauważyła również plamy oleju jakie zostawiła Toyota Meeke'a, które pochodziły z uszkodzonego amortyzatora, który uległ zniszczeniu przez uszkodzoną wcześniej felgę. Awaria ta nie pozwoliła na szybką jazdę i ukończył ósmy odcinek ze stratą blisko 40 sekund. Pomimo że nie miał już szans na pozycję w czołówce, Kris zdołał być jeszcze trzykrotnie drugi podczas kolejnych odcinków, a Power Stage wygrał z przewagą 3,9 sekundy nad Ogierem zapewniając sobie dodatkowe 5 punktów do podstawowych 8, jakie zdobył za szóstą pozycję w rajdzie. Po występie udzielając wywiadu magazynowi Autosport Meeke powiedział, że Toyota Yaris to najlepszy samochód, który kiedykolwiek i bezstresowo prowadził. Pierwszy odcinek specjalny to również pierwszy raz, kiedy Kris jechał po suchym asfalcie na oponach z kolcami, dlatego też inżynier powiedział mu, aby przed startem nie załączał doładowania, ale ten zaryzykował uruchamiając je i jak sam stwierdził „było fantastycznie”.

#### Rajd Szwecji 2019

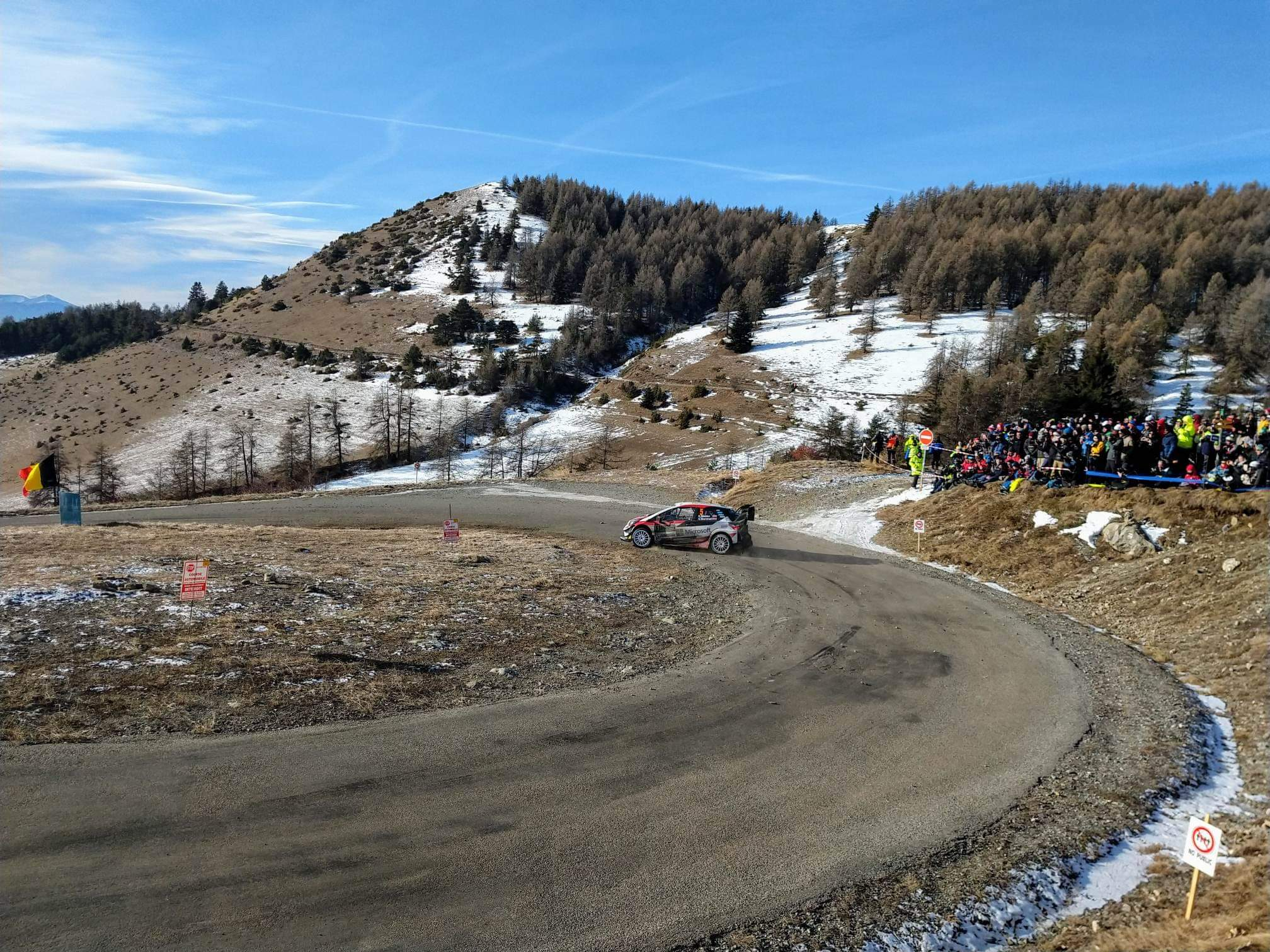
Meeke w trakcie Rajdu Monte Carlo 2019

30 stycznia w Finlandii Środkowej Meeke rozpoczął testy przed Rajdem Szwecji, które trwały 3 dni. Zespół Toyoty Gazoo Racing przygotował nowe amortyzatory specjalnie na tę rundę, które dotychczas były używane jedynie przez Marcusa Grönholma. Tommi Mäkinen stwierdził, że dzięki nim Yarisy powinny być jeszcze szybsze na odcinkach, jednak ciągle czeka ich sporo pracy nad rozwojem samochodu. Problemy pojawiły się podczas trzeciego przejazdu testowego. Kombinacja kilku wolniejszych zakrętów i hop wyrzuciła Toyotę z trasy w bandę śnieżną. Samochód przy relatywnie niewielkiej prędkości osiadł na śniegu przewracając się na bok. Natychmiast podbiegli zgromadzeni w pobliżu kibice i pomogli wydostać pojazd co zajęło przeszło 3 minuty. Praktycznie nieuszkodzona Toyota pojechała dalej, a w kolejnej próbie Kris osiągnął jeszcze lepszy czas, niż w poprzednich przejazdach. Pierwszego dnia rajdu Meeke narzekał na dosyć ciężkie warunki na trasie i niemożność dostosowania stylu swojej jazdy do nich, choć sam samochód zachwalał. Na dodatek na starcie siódmego odcinka Brytyjczykowi zgasł silnik, przez co stracił kilka dodatkowych sekund. Tłumaczył, że nie wie jak to się stało, gdyż na panelu wyświetlał się pierwszy bieg, a gdy puścił sprzęgło wrzucona była dwójka. Drugiego dnia rajdu podczas popołudniowej pętli narzekał jeszcze bardziej. Topniejący śnieg tworzył wraz z szutrem breję, która w połączeniu z kałużami wody stwarzała bardo trudne warunki jazdy. W niedzielę podczas ostatniego odcinka Power Stage Meeke uderzył w coś lewym, przednim kołem. Od tego momentu zaczęło szwankować wspomaganie kierownicy i kierownica chodziła ciężej, niż zwykle. W jakimś stopniu utrudniało mu to jazdę, jednak i tak zajął dobre, trzecie miejsce. Rajd ostatecznie ukończył na szóstej pozycji, a dodatkowo został nagrodzony za skok długości 41 metrów na hopie zwanej Colin's Crest – nazwanej na cześć Colina McRae.

#### Rajd Meksyku 2019
16. Rajd Meksyku dla Meeka to dobrze znany teren, na którym zwyciężył w 2017 roku po emocjonującej końcówce, w której podczas ostatniego odcinka wypadł z trasy na parking, by po chwili powrócić na trasę i zwyciężyć. W tym roku podczas shakedownu był najszybszy, wyprzedzając Andreasa Mikkelsena o 0,1 sekundy. Pomimo dobrego startu na odcinkach specjalnych narzekał na brak przyczepności, a podczas popołudniowej pętli pierwszego dnia w jakiś sposób do kokpitu dostawał się kurz i pył, który ograniczał widoczność zwłaszcza podczas jazdy pod słońce. Dzięki problemom Mikkelsena, który uszkodził zawieszenie i Daniego Sordo mającego problemy z alternatorem na sekcji drogowej pomiędzy odcinkami, Kris zyskał dwie pozycje względem trzeciego odcinka i zakończył dzień na trzeciej pozycji co dało mu dobrą pozycję startową w sobotę. Sobotni poranek to skok o 2 pozycje w górę i objęcie prowadzenia przez wypadnięcie z drogi Esapekki Lappiego, który zawiesił samochód na krawędzi drogi w poprzek częściowo utrudniając przejazd, co spowodowało wywieszenie czerwonej flagi i czasy zostały ustalone przez sędziów. Kris w swojej wypowiedzi po odcinku zarzucił Citroënowi brudną taktykę i wykorzystanie systemu bezpieczeństwa do grania na swoją korzyść, gdyż w trakcie przejazdu Ogier złapał gumę i gdyby nie fakt, że odcinek został odwołany, straciłby znacznie więcej, niż zasądzone przez sędziów 22 sekundy. Niestety podczas następnego odcinka przebił koło i chociaż mając do pokonania jeszcze 20 kilometrów zdecydował się kontynuować jazdę, co czasowo okazało się dobrą decyzją, jednak również prawdopodobnie przyczyniło się do uszkodzenia amortyzatora i kolejny odcinek El Brinco 1 przejechał wolno, by móc bezpiecznie dojechać na południowy serwis. Podczas drugiego przejazdu na przygotowanym, nieco ponad 2-kilometrowym torze, Meeke uderzył w betonową barierę i stracił blisko 45 sekund. Na dodatek, podczas ostatniego odcinka ulicami Guanajuato przez chwilę skrzynia biegów zawiesiła się na drugim biegu, dorzucając kolejne sekundy strat do rezultatu Brytyjczyka. Ostatniego dnia rajdu Kris oszczędzał opony jak tylko mógł przed odcinkiem Power Stage, gdyż nie miał szans na lepsze miejsce w tabeli, a plasujący się za nim Benito Guerra Jr. miał do niego ponad 7 minut straty. Podczas ostatniego odcinka zajął drugie miejsce tracąc jedynie 0,1 sekundy do Ogiera. Ostatecznie uplasował się na 5. miejscu. Zespół sędziów Rajdu Meksyku w którego skład wchodzą Timo Rautiainen, Mauro Furlanetto i Carlos Cordero ukarali Krisa karą 4500 euro za dogrzewanie opon przed startem pierwszego odcinka specjalnego, oraz przekroczenie prędkości w strefie serwisowej. Po rajdzie Meeke wystosował oświadczenie pisemne, oraz nagrał wideo, w którym szczerze przepraszał zespół Citroëna za – jak się okazało – nieprawdziwe oskarżenia. Dodatkowo tuż po rajdzie niemiecki Rallye Magazin poinformował, że Kris sądzi się ze swoim poprzednim pracodawcą – Citroënem Total WRT, choć sam Meeke nie ujawnił, czego dotyczy proces.

#### Rajd Korsyki 2019
Odcinek testowy Rajdu Korsyki o długości 5,39 kilometra Meeke pokonał najszybciej z całej stawki kierowców w każdym z trzech przejazdów, w jakich brał udział. Pierwszy odcinek specjalny rajdu okazał się jednak pechowy, gdyż Meeke uszkodził oponę i na mecie odcinka zanotował stratę do prowadzącego Elfyna Evansa ponad 51 sekund. Po drugim odcinku – na którym zaliczył najlepszy czas – odniósł się do incydentu wcześniej i powiedział, że to był prawdopodobnie błąd w notatkach, gdyż trzymał się ich i musiał na coś wpaść. Podczas piątego odcinka zahaczył tylnym, prawym kołem o krawężnik i uszkodził zawieszenie tracąc ponad pół minuty do zwycięzcy. Szósty odcinek od samego początku pojechał wolno ze względu na wcześniejszą awarię. Na około 2 kilometry przed metą startujący za nim w odstępie dwóch minut Evans dogonił Meeke'a, a ten nie widząc go kontynuował powolną jazdę nie dając liderowi rajdu możliwości jego wyprzedzenia. Po około pół minuty Kris dostrzegł za sobą kolejny samochód i natychmiast zjechał otwierając drogę. Na mecie odcinka dojechawszy tuż za Evansem podszedł do niego i przeprosił argumentując, że był pewien, iż organizatorzy wiedząc o jego problemie z zawieszeniem wystartują kolejnego kierowcę z trzyminutowym odstępem. Sędziowie skorygowali czas Evansa przyznając mu taki sam czas jak drugi Ott Tänak. Ostatniego dnia rajdu obejmującego 2 odcinki specjalne Kris podczas pierwszego przejazdu jechał spokojnie, do granic możliwości oszczędzając opony na kolejny Power Stage, który wygrał z przewagą 4,5 sekundy nad Tänakiem, a rajd ukończył na szóstym miejscu.

#### Rajd Finlandii 2019
Przez pierwszy etap 69. Rajdu Finlandii Meeke utrzymywał miejsce na podium rotując pomiędzy drugą, a trzecią pozycją.  Drugi etap rozpoczął od czwartego miejsca na odcinku Pihlajakoski, następnie zwyciężył na Päijäli, a na kolejnym odcinku numer 14 uszkodził zawieszenie uderzając lewym tylnym kołem w duży kamień znajdujący się na zewnętrznej stronie zakrętu i na tym zakończył dzień. Zachowanie Meeke'a, jak i kolegi z zespołu Jariego-Mattiego Latvali spotkało się z krytyką szefa zespołu Tommiego Mäkinena, który zarzucił swoim kierowcom nie podążanie za wyznaczonym przed rajdem celem, który wyłączał walkę o pozycję z Ottem Tänakiem. Trzeciego dnia rajdu pierwsze dwa odcinki pokonywał spokojnym tempem, skupiając się na ostatnim i walce o dodatkowe punkty, jednak przedostatni odcinek zakończył rajd Brytyjczyka, który zbyt mocno przyciął lewy zakręt, zahaczając o kamień, urywając tym samym koło.

#### Wygaśnięcie kontraktu z Toyotą
27 listopada 2019 roku Toyota Gazoo Racing opublikowała oświadczenie o nowym składzie swojego zespołu na sezon 2020, w skład którego weszli Sébastien Ogier, Elfyn Evans, oraz Kalle Rovanperä. Umowy z Krisem Meeke'iem, oraz Jari-Matti Latvalą nie zostały przedłużone. Akio Toyoda, prezes Toyoty podziękował Krisowi za ciężką pracę, dawanie z siebie wszystkiego w każdym rajdzie, oraz za cenne rady w rozwoju samochodu, jako byłego inżyniera. 10 grudnia opublikował na swoich mediach społecznościowych wpis, w którym żegna się z WRC i póki co zamierza oddać się innym pasjom.

## Zwycięstwa w rajdach WRC
| # | Rajd                | Sezon | Pilot      | Samochód        |
| - | ------------------- | ----- | ---------- | --------------- |
| 1 | 35. Rajd Argentyny  | 2015  | Paul Nagle | Citroën DS3 WRC |
| 2 | 50. Rajd Portugalii | 2016  | Paul Nagle | Citroën DS3 WRC |
| 3 | 66. Rajd Finlandii  | 2016  | Paul Nagle | Citroën DS3 WRC |
| 4 | 14. Rajd Meksyku    | 2017  | Paul Nagle | Citroën C3 WRC  |
| 5 | 53. Rajd Hiszpanii  | 2017  | Paul Nagle | Citroën C3 WRC  |

## Występy w mistrzostwach świata
| Sezon | Zespół                            | Samochód                            | 1  | 2  | 3  | 4  | 5  | 6  | 7  | 8  | 9  | 10      | 11 | 12 | 13 | 14      | 15 | 16 | Punkty | Miejsce |
| ----- | --------------------------------- | ----------------------------------- | -- | -- | -- | -- | -- | -- | -- | -- | -- | ------- | -- | -- | -- | ------- | -- | -- | ------ | ------- |
| 2002  | Kris Meeke                        | Ford Puma S1600                     | -  | -  | -  | -  | -  | -  | -  | -  | -  | -       | -  | -  | -  | NU      |    |    | -      | -       |
| 2003  | Kris Meeke                        | Opel Corsa S1600                    | 29 | -  | NU | -  | -  | NU | -  | -  | NU | -       | NU | -  | 19 | NU      |    |    | -      | -       |
| 2004  | Kris Meeke                        | Opel Corsa S1600 Citroën C2 S1600   | 14 | -  | -  | -  | -  | NU | NU | -  | NU | -       | -  | 20 | 16 | -       | 25 | -  | -      | -       |
| 2005  | Kris Meeke                        | Citroën C2 S1600 Subaru Impreza WRC | 11 | -  | -  | -  | 20 | -  | -  | 26 | -  | 39      | 14 | 9  | -  | 25      | 28 | -  | -      | -       |
| 2006  | Kris Meeke                        | Citroën C2 S1600                    | -  | -  | -  | 19 | NU | -  | -  | -  | 16 | NU      | -  | -  | 20 | -       | -  | NU | -      | -       |
| 2007  | Kris Meeke                        | Subaru Impreza WRC                  | -  | -  | -  | -  | -  | -  | -  | -  | -  | -       | -  | -  | -  | -       | NU | -  | -      | -       |
| 2008  | Kris Meeke Interspeed Racing Team | Renault Clio S1600                  | -  | -  | -  | -  | -  | -  | -  | -  | -  | 24      | -  | NU | -  | -       | -  |    | -      | -       |
| 2011  | Mini WRC Team                     | MINI John Cooper Works WRC          | -  | -  | -  | -  | NU | -  | -  | NU | NU | -       | NU | 5  | 4  |         |    |    | 25     | 11.     |
| 2013  | Abu Dhabi Citroën Total WRT       | Citroën DS3 WRC                     | -  | -  | -  | -  | -  | -  | -  | NU | -  | NU      | -  | -  | -  |         |    |    | -      | -       |
| 2014  | Citroën Total Abu Dhabi WRT       | Citroën DS3 WRC                     | 3  | 10 | NU | NU | 3  | 18 | 7  | 3  | NU | 4       | 3  | 19 | 6  |         |    |    | 92     | 7.      |
| 2015  | Citroën Total Abu Dhabi WRT       | Citroën DS3 WRC                     | 10 | 7  | 16 | 1  | 4  | 24 | 7  | 17 | 12 | 3       | 4  | 5  | 2  |         |    |    | 112    | 5.      |
| 2016  | Abu Dhabi Total WRT               | Citroën DS3 WRC                     | NU | 23 | -  | -  | 1  | -  | -  | 1  | -  | [ 148 ] | 16 | NU | 5  | -       |    |    | 64     | 9.      |
| 2017  | CITROËN Total Abu Dhabi WRT       | Citroën C3 WRC                      | NU | 12 | 1  | NU | NU | 18 | NU | -  | 8  | NU      | 1  | 7  | 7  |         |    |    | 77     | 7.      |
| 2018  | CITROËN Total Abu Dhabi WRT       | Citroën C3 WRC                      | 4  | NU | 3  | 9  | 7  | NU | NW | -  | -  | -       | -  | -  | -  |         |    |    | 43     | 14.     |
| 2019  | TOYOTA GAZOO Racing WRT           | Toyota Yaris WRC                    | 6  | 6  | 5  | 9  | 4  | 10 | NU | 8  | NU | 2       | 7  | 4  | 29 | [ 149 ] |    |    | 98     | 6.      |

| 1. miejsce | 2. miejsce | 3. miejsce | Punktowane miejsce | Niepunktowane miejsce | Nie ukończył | Wykluczony | Nie wystartował | Nie brał udziału |